# Айтеке
Айтеке (узб. Ayteke / Айтеке) — посёлок городского типа в Чимбайском районе Каракалпакстана, Республики Узбекистан.

Статус посёлка городского типа с 2009 года.